# Souzy
Souzy är en kommun i departementet Rhône i regionen Auvergne-Rhône-Alpes i östra Frankrike. Kommunen ligger i kantonen Saint-Laurent-de-Chamousset som tillhör arrondissementet Lyon. År 2022 hade Souzy 767 invånare.

## Befolkningsutveckling
Antalet invånare i kommunen Souzy
| Referens: INSEE |